# Давликеево
Давлике́ево, Девликеево (тат. Дәүләки) — село в Апастовском районе Республики Татарстан, в составе муниципального образования «Бишевское сельское поселение».

## Этимология
Топоним произошёл от антропонима «Дәүләки».

## География

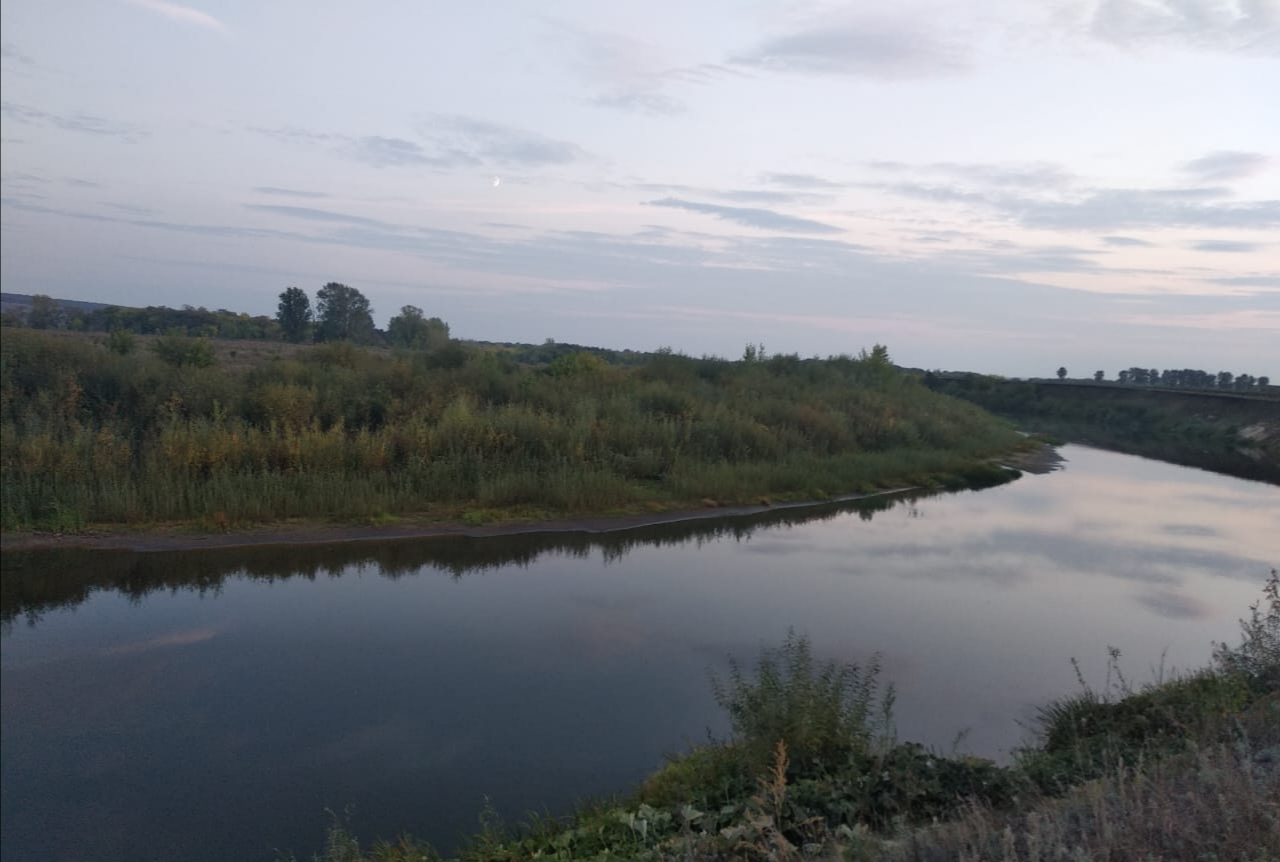
Река Свияга вблизи села

Село находится на реке Черемшан вблизи левого берега Свияги, в 10 км к западу от посёлка городского типа Апастово.

## История
Село основано в период Казанского ханства.
В XVIII — первой половине XIX века жители относились к категории государственных крестьян. Основные занятия жителей в этот период — земледелие и скотоводство, были распространены отхожие промыслы.
В «Списке населенных мест по сведениям 1859 года», изданном в 1866 году, населённый пункт упомянут как казённые деревни Старая и Новая Девлекеева 2-го стана Тетюшского уезда Казанской губернии. Располагались при речке Черемшанке, по левую сторону почтового тракта из Казани в Симбирск, в 40 верстах от уездного города Тетюши и в 17 верстах от становой квартиры во владельческом селе Знаменское (Чипчаги). В деревнях в 74 и 17 дворах соответственно жили 610 человек (298 мужчин и 312 женщин). Была мечеть.
В начале XX века в селе функционировали мечеть и медресе. В этот период земельный надел сельской общины составлял 1014 десятин.
До 1920 года село входило в Средне-Балтаевскую волость Тетюшского уезда Казанской губернии. С 1920 года в составе Тетюшского, с 1927 года — Буинского кантонов ТАССР. С 10 августа 1930 года в Апастовском, с 1 февраля 1963 года в Тетюшском, с 4 марта 1964 года в Апастовском районах.
С 1930 года село входило в колхозы «Яна иль», «Искра», «Яна тормыш». В 1936—1958 годах в селе работала Девликеевская машинно-тракторная станция, которая обслуживала 26 колхозов, в 1958 году на её базе была создана ремонтно-техническая станция, которая в 1961 году была преобразована в районное объединение «Сельхозтехника».

## Население
| 1782 | 1859 | 1897 | 1908 | 1926 | 1938 | 1949 | 1958 | 1970 | 1979 | 1989 | 2002 | 2010 | 2015 |
| ---- | ---- | ---- | ---- | ---- | ---- | ---- | ---- | ---- | ---- | ---- | ---- | ---- | ---- |
| 91   | 610  | 1004 | 1228 | 1250 | 833  | 823  | 728  | 642  | 531  | 407  | 399  | 367  | 369  |

Национальный состав села — татары.

## Экономика
Жители работают преимущественно в сельскохозяйственном предприятии «Свияга», занимаются полеводством, молочным скотоводством, овцеводством.

## Инфраструктура
В селе действуют неполная средняя школа (с 1942 г. как начальная), детский сад, дом культуры, библиотека, фельдшерско-акушерский пункт.

## Религия
Мечеть (1992 год).